# Comuna Denîsiv, Kozova
Denîsiv (în ucraineană Денисів) este o comună în raionul Kozova, regiunea Ternopil, Ucraina, formată din satele Denîsiv (reședința) și Vesnivka.

## Demografie
Componența lingvistică a comunei Denîsiv
     Ucraineană (99,91%)
     Alte limbi (0,09%)
Conform recensământului din 2001, majoritatea populației comunei Denîsiv era vorbitoare de ucraineană (99,91%), existând în minoritate și vorbitori de alte limbi.